# Chrysobothris chamberliniana
Chrysobothris chamberliniana är en skalbaggsart som beskrevs av Fisher 1948. Chrysobothris chamberliniana ingår i släktet Chrysobothris och familjen praktbaggar. Inga underarter finns listade i Catalogue of Life.